# Мюллер, Ипполит
Ипполит Мюллер (нем. Hippolyt Müller; 16 мая 1834, Хильдбургхаузен — 23 августа 1876, Мюнхен) — немецкий виолончелист.

## Биография
Сын преподавателя гимназии. С 1848 г. учился в Мюнхене у Йозефа Ментера (став, по мнению Й. фон Вазилевски, его лучшим учеником). В 1852—1854 гг. играл в оркестре Мейнингенского театра. С 1854 г. солист Мюнхенской придворной капеллы. Играл в струнном квартете Йозефа Вальтера (в 1875—1876 гг. под руководством Бенно Вальтера) и в составе фортепианного трио с Вальтером-старшим и Дионисом Прукнером. Преподавал в Мюнхенской консерватории, среди его учеников, в частности, Франц Фишер, Франц Беннат, Анна Кулль.